# Calathea lutea
Il bijao (Calathea lutea (Aubl.) E.Mey. ex Schult., 1822) è una pianta della famiglia Marantaceae che cresce nei paesi dell'America tropicale.

## Usi
Le foglie si utilizzano in alcuni paesi per avvolgere i tamal e altri alimenti.